# Misón de Quene
Misón de Quene (en griego Μύσων ὁ Χηνεύς; Siglo VI a. C.) fue, de acuerdo a Platón, uno de los Siete Sabios de Grecia.
Todas las fuentes coinciden en que Misón fue un labrador, aunque difieren respecto a su lugar de nacimiento y residencia.
Se acepta de manera general, que residió en Quene, o Quena, aunque existían diversas localidades con ese nombre, ya en Laconia, ya en Creta.
Él fue asimismo llamado Misón de Eta, lo cual parece hacer alusión al Monte Eta. Misón murió a la edad de 97 años.
De acuerdo a Diógenes Laercio, en sus biografía acerca de Los siete sabios de Grecia, filósofos presocráticos y Escuela Jónica:
"1. Misón, hijo de Estrimón, como dice Sosícrates, llamado Queneo por ser de Quene, pueblo oeteo o lacónico en sentir de Hermipo de Atenas, es contado entre los Siete Sabios. Dicen que su padre fue tirano. También hay quien dice que al preguntar Anacarsis a la pitonisa, si había otro más sabio que él, recibió la siguiente respuesta:
Cierto Misón Oeteo, en Quene hallado,
corazón más dispuesto a la prudencia
tiene que tú, Anacarsis, y a la ciencia.
Movido de esto Anacarsis, pasó al lugar de Misón en tiempo de verano, y habiéndolo hallado que ponía la esteva al arado, le dijo: «Ahora, oh Misón, todavía no es tiempo de arado». A lo que respondió: «Pero lo es mucho para componerlo y prevenirlo».
2. Otros dicen que el Oráculo dijo así: «Cierto Misón Eteo, etc.», y van indagando qué significa Eteo. Parménides dice que es una aldea de Laconia, de la cual fue natural Misón. Sosícrates dice en las "Sucesiones" que Misón por su padre fue eteo; por su madre queneo. Eutifrón, hijo de Heráclides Póntico, dice que fue cretense, habiendo en Creta un pueblo llamado Etea. Anaxilao lo hace arcade. Hiponacte hace también memoria de él, diciendo:
Misón, a quien Apolo
llamó el más sabio de los hombres todos.
3. Aristóxenes dice en su "Historia varia" que Misón no se diferenció mucho de Timón y de Apimanto, pues también aborrecía los hombres. Fue visto reír estando solo en el campo de Lacedemonia; y como el que lo halló de improviso le preguntase con instancias por qué reía no habiendo nadie presente, dijo: «Por eso mismo». Dice también Aristóxenes que Misón no fue célebre por no haber nacido en ciudad, sino en un cortijo, y aun éste desconocido; por cuya razón muchas de sus cosas se atribuyen a Pisístrato.
Decía Misón que «no se han de buscar las cosas por las palabras, sino las palabras por las cosas; pues no se hacen las cosas por las palabras, sino las palabras por las cosas». Murió a los 97 años de su edad."